# Малі Міньки

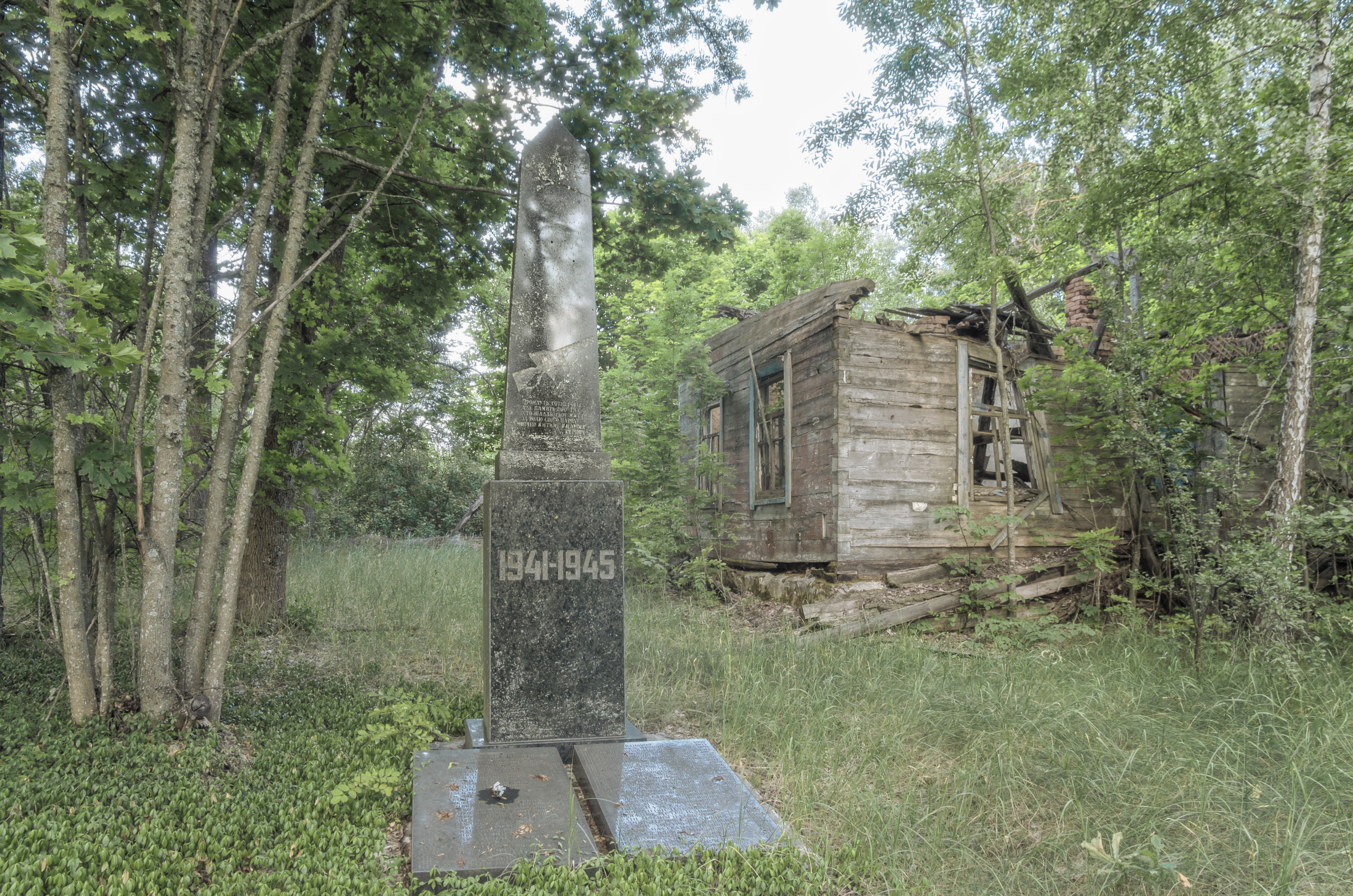
Могила полеглим у німецько-радянській війні воїнам в центрі с. Малі Міньки

51°08′13″ пн. ш. 29°15′37″ сх. д. / 51.13694° пн. ш. 29.26028° сх. д.
Малі Міньки — колишнє село в Україні. Знаходиться в Народицькому районі Житомирської області.

## Історія
Згадується в люстрації Київського воєводства 1754 року, належало до хабенського деканату, разом із Великими Міньками сплачувало 3 злотих і 8,5 грошів до замку та 13 злотих і 4 гроші до скарбу.
Перша згадка про село відноситься до кінця 18 століття. У XIX столітті на основі болотних руд здійснювалося залізорудне виробництво.
Село належало до Овруцького повіту Волинської губернії.
17 листопада 1921 р. під час Листопадового рейду через Малі Миньки проходила Волинська група (командувач — юрій тютюнник) Армії Української Народної Республіки. Тут стався бій, під час якого 2-га та 3-тя бригади 9-ї кавалерійської дивізії котовського завдали тяжкої поразки Волинській групі. Григорій Котовський безпосередньо керував боєм.
Село постраждало внаслідок голодомору у 1932—1933 роках, кількість встановлених жертв в Малих Міньках — 38 людей.
В часі нацистсько-радянської війни воювало 107 чоловік, 56 з них загинул.
05.02.1965 Указом Президії Верховної Ради Української РСР передано Любарську, Малокліщівську та Маломіньківську сільради Малинського району до складу Овруцького району. Пізніше село підпорядковувалось Малокліщівській сільській раді. Виселено через радіоактивне забруднення внаслідок аварії на ЧАЕС. Населення в 1980 році — 230 осіб. Зняте з обліку 21 червня 1991 року Житомирською обласною радою.

## Відомі уродженці
- Кулик Олена Андріївна (нар. 15 лютого 1954) — українська співачка (ліричне сопрано). Народна артистка України (2016).